# Semidalis obscura
Semidalis obscura là một loài côn trùng trong họ Coniopterygidae thuộc bộ Neuroptera. Loài này được Sziráki & Greve miêu tả năm 1996.